# Two Evil Eyes
Two Evil Eyes (en España Los Ojos del Diablo, en Argentina Ojos Diabólicos, en México Dos Ojos Diabólicos) es una película de horror de 1990. Coescrita y codirigida por Dario Argento y George A. Romero se trata de la adaptación, no fidedigna, de dos cuentos del escritor estadounidense Edgar Allan Poe: The Facts in the Case of M. Valdemar (1845) y The Black Cat (1843).

## Sinopsis

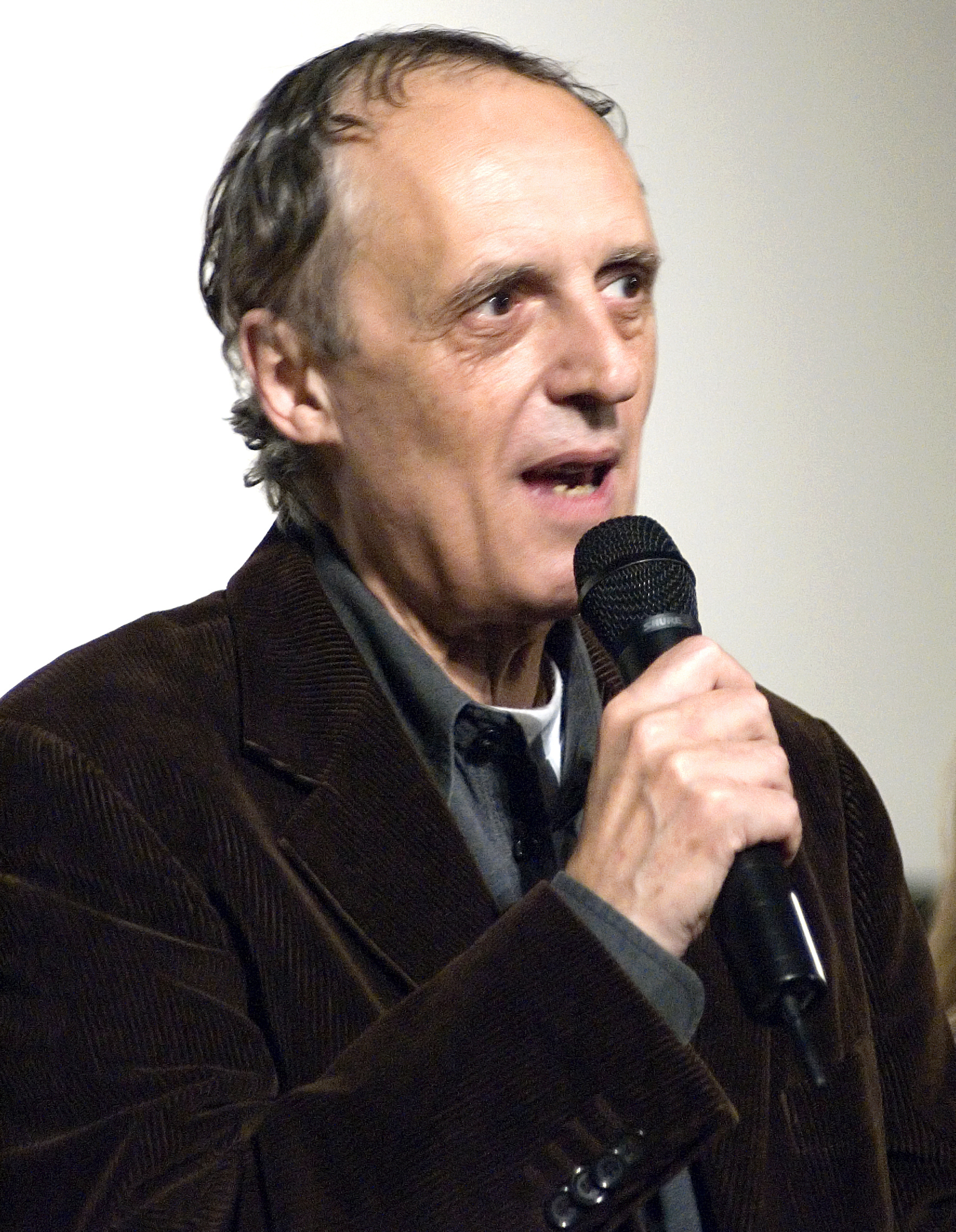
El cineasta Dario Argento

Dividida en dos segmentos ambientados en el tiempo contemporáneo.
The Facts in the Case of M. Valdemar narra la historia de un viejo millonario que, gracias al hipnotismo, sobrevive a la muerte. Su esposa, una mujer más joven, planea junto con su amante mantener al marido con vida hasta que redacte su testamento, momento en el cual planean su muerte.
The Black Cat narra la historia de un reportero gráfico que mantiene una relación con una mujer, amante de los gatos, que en una vida anterior había sido una sádica bruja.

## Reparto
The Facts in the Case of M. Valdemar
- Adrienne Barbeau - Jessica Valdemar
- Ramy Zada - Doctor Robert Hoffman
- Bingo O'Malley - Ernest Valdemar
- Jeff Howell - Policía
- E.G. Marshall - Steven Pike
- Chuck Aber - Señor Pratt
- Tom Atkins - Detective Grogan
- Barbara Byrne - Martha

The Black Cat
- Cinzentinha - Gato
- Harvey Keitel - Roderick 'Rod' Usher
- Madeleine Potter - Annabel
- John Amos - Detective LeGrand
- Sally Kirkland - Eleonora
- Kim Hunter - Señora Pym
- Holter Graham - Christian
- Martin Balsam - Señor Pym
- Jonathan Adams - Hammer
- Julie Benz - Betty
- Lanene Charters - Bonnie
- James G. MacDonald - Luke
- Tom Savini - Monomanic

## Producción

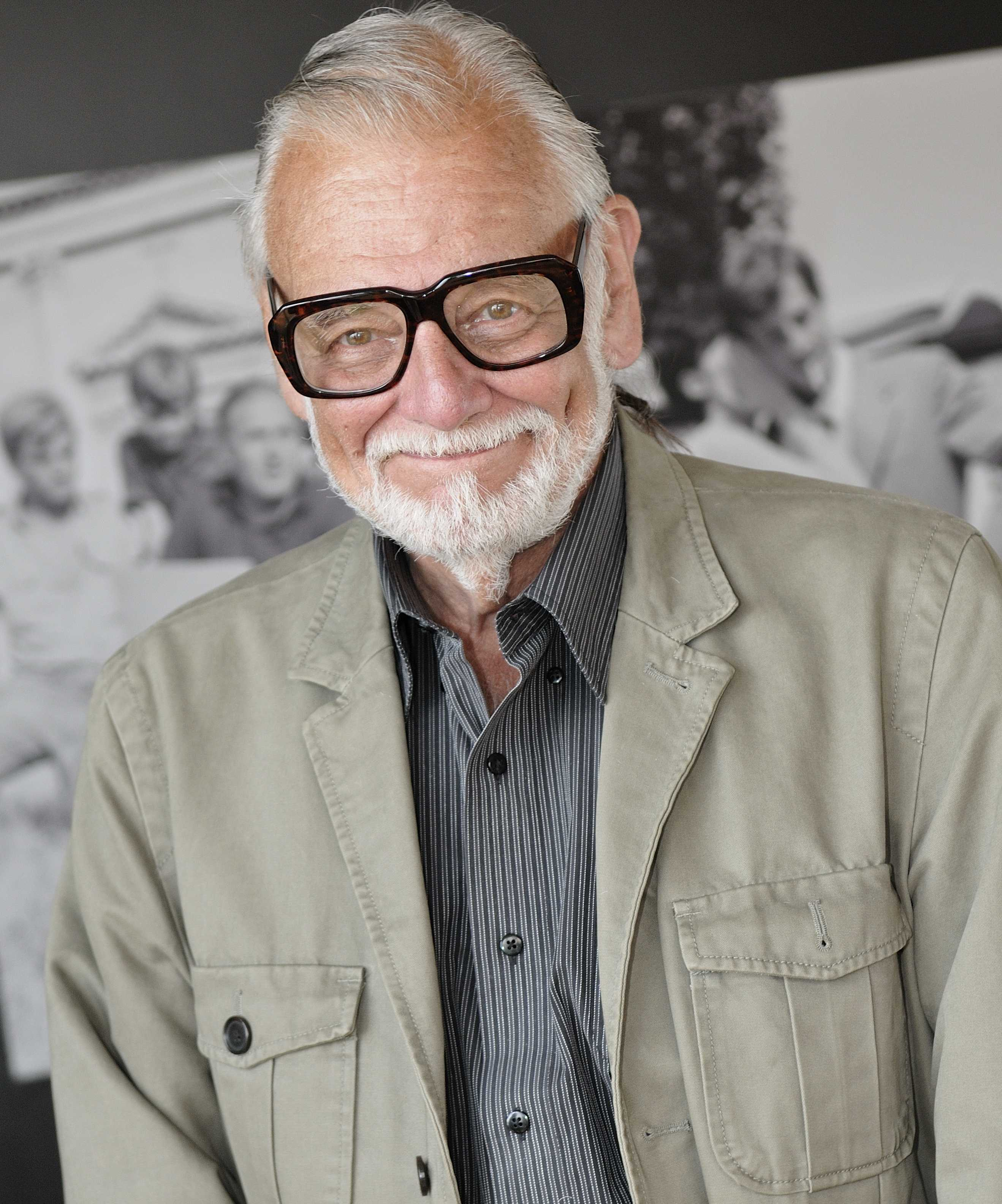
El cineasta George A. Romero

Dario Argento y George A. Romero ya habían trabajado previamente en la popular Dawn of the Dead (1978) en la que Argento realizó el montaje dirigido al mercado internacional y Romero la versión para el mercado anglosajón. Para este proyecto, producido por la compañía de Argento, ambos realizadores se inspiraron en dos cuentos clásicos de horror escritos por Edgar Allan Poe ambientándolos en la era contemporánea en Pittsburgh (Pensilvania).
The Facts in the Case of M. Valdemar, dirigida por Romero y protagonizada por Adrienne Barbeau, muestra la tradicional mezcla de horror con crítica social del director. The Black Cat, dirigida por Argento y protagonizada por Harvey Keitel, expone varias referencias a la obra de Poe.

## Recepción
La película obtiene valoraciones mixtas en los portales de información cinematográfica. Si bien es cierto que la crítica considera en general que el segmento realizado por Romero está peor resuelto que el realizado por Argento. Richard Harrison en The Washington Post indicó que "La película se llama Two Evil Eyes pero uno de ellos es mejor que el otro.(...) El enfoque de Romero es cutre y lineal, pero el de Argento es dolorosamente poético". Kevin Thomas en Los Angeles Times reseña que "es fascinante lo que Argento es capaz de hacer con su The Black Cat de 65 minutos que es la más ingeniosa -y gore- de las dos partes".
En IMDb obtiene una calificación de 6,1 sobre 10 calculado en 5.856 valoraciones. En FilmAffinity con 771 votos obtiene una puntuación de 5,6 sobre 10. En Rotten Tomatoes obtiene una calificación de "fresco" para el 56% las 18 críticas profesionales y para el 35% de las 4.288 valoraciones de los usuarios del portal. En sensacine.com Diana Albizu le otorga una calificación de 3 sobre 5.

"Romero opta por una actualización del mítico La verdad sobre el caso del señor Valdemar por una vía con tintes noir reminisciente de Perdición' donde la historia de hipnosis y terror sobrenatural recibe cierto barniz de cuento moral y crítica a la ambición materialista. Pero es el capítulo de Argento donde se halla la mitad más disfrutable del díptico. Mejunje de motivos argumentales de relatos como El gato negro, El entierro prematuro o El pozo y el péndulo, el cineasta italiano se entrega a sus habituales manierismos formales y acentúa el componente cómico-paródico de sus mejores gialli para dar forma a una pieza de humor negro, charcutería y gozoso encadenamiento de fatalidades."
Diana Albizu (sensacine.com) 